# Калабрийский острый перец
Калабрийский острый перец (итал. Peperoncino calabrese) — сорт перца чили (Capsicum annuum). Этот перец распространен в южных районах Италии. Он также играет большую роль в кухне Калабрии на протяжении веков.

## Упоминание
В XVII-XVIII веке путешественники, побывавшие в Калабрии, упоминали об красном перце, используемой в калабрийской кухне. Первое упоминание о нем относится в 1635 году.
Сперва этот перец использовали мясники: сорта колбасы с использованием перца стали производить по всей провинции. Затем количество блюд с ним увеличивалась на протяженности нескольких сотен лет. Сегодня блюдо без использования перца редко найти.

## Разнообразие сортов
Четкого деления между сортами не существует. По всей провинции выращивают разные сорта. Вот несколько видов калабрийского перца:
- «Пикканте Калабрезе» (ит. Piccante Calabrese) (Круглый острый перец, при созревании становится ярко-красным[3])
- «Сигарета» (ит. Sigaretta) (Самый острый вид сорта[4])
- «Вишня» (ит. Ciliegino) (Неострый вид перца[4]) и т.д.

## Кулинарные свойства
Калабрийский острый перец по шкале Сковилла имеет рейтинг от 10 тыс. до 50 тыс. единиц, считается жгучим. Перец является универсальной приправой: в сыром виде, в масле, сушеными или перерабатывать в соусы или в острые мясные деликатесы, например, ндую. Также можно употреблять с разными овощами. При этом, перец используется для консервации мяса на длительное время. Список рецептов, в которых используется Калабрийский перец, очень большой, и постоянно появляются новые рецепты.